# Ruben Droehnlé
Ruben Droehnlé (* 12. července 1998 Štrasburk) je francouzský fotbalový obránce, který v prosinci 2020 uzavřel profesionální smlouvu s FK Teplice. V klubu setrval do konce sezóny 2020/21.

## Klubová kariéra
Vyšel z mládežnické akademie Lille OSC, pro sezónu 2018–19 byl 30. července 2018 zapůjčen na hostování do Orléans. První zápas v profesionálním fotbale odehrál 3. srpna 2018, v Ligue 2 Orléans prohrál 5–1 v Metách s FC Metz. V lednu 2019 se vrátil z Orléans do Lille.